# Campeonato de Francia de Rugby 15 1921-22
El Campeonato de Francia de Rugby 15 1921-22 fue la 26.ª edición del Campeonato francés de rugby, la principal competencia del rugby galo.
El campeón del torneo fue el equipo de Toulouse quienes obtuvieron su segundo campeonato.

## Desarrollo

### Primera Fase
- Grupo A 
  - US Perpignan 6 pts,
  - Toulouse OEC 4 pts,
  - Nantes 2 pts
- Grupo B 
  - Toulouse 6 pts,
  - Boucau Tarnos stade 4 pts,
  - RC Chalon 2 pts
- Grupo C 
  - Racing Paris 6 pts,
  - SA Bordeaux 4 pts,
  - Agen 2 pts
- Grupo D 
  - Biarritz 6 pts,
  - Stade Saint-Gaudens 3 pts,
  - Lézignan 3 pts
- Grupo E 
  - Dax 6 pts,
  - Saint-Girons 4 pts,
  - US Bergerac Rugby 2 pts
- Grupo F 
  - Grenoble 6 pts,
  - Stade Français 4 pts,
  - Narbonne 2 pts
- Grupo G 
  - Carcassonne 6 pts,
  - Stade bordelais 4 pts,
  - AS Bayonne 2 pts
- Grupo H 
  - Bayonne 6 pts,
  - Toulon4 pts,
  - Casteljaloux 2 pts
- Grupo I 
  - FC Lourdes 6 pts,
  - CA Périgueux4 pts,
  - CASG 2 pts
- Grupo J 
  - Béziers 5 pts,
  - Stadoceste tarbais 5 pts,
  - Pau 2 pts

### Segunda Fase
| Equipo    | Puntos    |
| --------- | --------- |
| Bayonne   | 11 puntos |
| Perpignan | 10 puntos |
| Lourdes   | 8 puntos  |
| Grenoble  | 6 puntos  |
| Dax       | 4 puntos  |

| Equipo      | Puntos    |
| ----------- | --------- |
| Toulouse    | 12 puntos |
| Biarritz    | 9 puntos  |
| Racing Club | 9 puntos  |
| Béziers     | 6 puntos  |
| Carcassone  | 4 puntos  |

### Final
| 23 de abril de 1922 | Toulouse | 6 - 0   | Bayonne | Stade du Bouscat, Bordeaux |  |
|                     |          | Reporte |         |                            |  |

| Bandera de Francia |
| Campeón Toulouse   |
| Segundo título     |